# Oda Nobutomo
Oda Nobutomo (織田 信友, 1516-10 mai 1555) était un seigneur de guerre japonais durant l'époque Sengoku. Il était à la tête de la faction Oda Iwakura du clan Oda et dirigea les quatre districts du sud de la province d'Owari en tant que shugodai (gouverneur). Nobutomo était l'oncle du fameux Oda Nobunaga, encore adolescent à cette époque.
Après avoir été le chef du clan Oda, le frère ainé de Nobutomo Nobuhide Oda, mourut en 1551 mais Nobunaga, le fils de Nobuhide, était dans un premier temps incapable d'assurer le contrôle de tout le clan. Nobutomo défia Nobunaga pour le contrôle d'Owari au nom du shugo (gouverneur) de celui-ci, Shiba Yoshimune, « techniquement » son supérieur mais en réalité sa créature. En 1553, Nobutomo s'empara du château de Kiyosu,qui appartenait à Nobunaga. Après que Yoshimune eut révélé en 1554 à Nobunaga un complot visant à l'assassiner, Nobutomo fit mettre à mort Yoshimune. L'année suivante, Nobunaga reprit le château Kiyosu et captura son oncle, le contraignant au suicide peu après.

## Source de la traduction
- (en) Cet article est partiellement ou en totalité issu de l’article de Wikipédia en anglais intitulé « Oda Nobutomo » (voir la liste des auteurs).